# Marius Blivet
Marius Blivet est un acteur français né le 7 mars 2005. Il est connu pour avoir joué dans les séries En famille, Parents mode d'emploi et Les Bracelets rouges.

## Biographie
Marius Blivet est un jeune acteur qui commence sa carrière en 2013 dans la comédie musicale La Belle et la Bête au Théâtre Mogador. Un an plus tard, il rejoint le casting de la série Parents mode d'emploi et joue dans un épisode de Léo Matteï, Brigade des mineurs.
En 2016 il joue le rôle de Tom dans Box 27 d'Arnaud Sélignac au côté d'Éric Elmosnino et interprète le rôle de Samuel dans la série En famille.
En 2018 il fait partie des acteurs principaux de la série Les Bracelets rouges réalisée par Nicolas Cuche,.

## Filmographie
Sauf indication contraire, les informations mentionnées dans cette section peuvent être confirmées par les bases de données cinématographiques IMDb et Allociné,  présentes dans la section « Liens externes ».

### Cinéma

#### Longs métrages
- 2016 : Box 27 d'Arnaud Sélignac : Tom
- 2017 : Le Zèbre de Frédéric Berthe : Max
- 2018 : La Révolte des innocents de Philippe Niang : Gaston
- 2022 : King de David Moreau et Antoine Sanier : Hugo Sauvage

#### Court métrage
- 2024 : La Lettre de Jules Maisonneuve : Marcus

#### Moyen métrage
- 2022 : 180 Jours de Louis Alexandre : Samuel

### Télévision

#### Séries télévisées
- 2014 : Léo Matteï, Brigade des mineurs : Simon Jacmin (saison 2, épisode 3)
- 2014-2017 : Parents mode d'emploi : Enzo
- 2016 : Emma : Solal Faucher (saison 1, épisode 1)
- 2016 : Camping Paradis : Paul (saison 8, épisode 1 : La colo au camping)
- 2016 - 2017 : En famille : Samuel
- 2018 - 2020 : Les Bracelets rouges : Côme (saisons 1 à 3)
- 2021 - 2022 : Plus belle la vie : Pablo Castel
- 2022 : Léo Matteï, Brigade des mineurs : Enzo (saison 9, épisodes 1 et 2 : La cicatrice intérieure)
- 2024 : Askip : Timéo Durand (rôle principal, saison 6 - 26 épisodes)

### Théâtre
- 2013 : Le Cercle de craie caucasien de Bertolt Brecht, mise en scène de Coralie Lascoux : l'enfant
- 2013-2014 : La Belle et la Bête au Théâtre Mogador : Zip

### Doublage
- 2023 : The Ancient Magus Bride : voix additionnelles (saison 2)
- 2024 : Hierarchy (하이라키) : Kim Ri-an (Kim Jae-won)
- 2024 : Dandadan : Ken Takakura (version Animation Digital Network)